# Effetto sandbox
L'effetto sandbox (Sandbox effect, Sandboxing o Google penalty in inglese) è il nome dato ad un ipotetico comportamento che sarebbe stato osservato nei risultati del motore di ricerca Google e che comporterebbe una sorta di penalità inflitta ai nuovi nomi di dominio sulle parole chiave più concorrenziali.
Secondo le persone che sostengono l'esistenza di questo effetto, il posizionamento dei nuovi siti relativamente alle parole chiave più importanti sarebbe limitato in progressione, così come sarebbe limitata la possibilità di posizionare un nuovo sito troppo velocemente attraverso l'inserimento di un elevato numero di collegamenti ipertestuali in altri siti. In pratica i nuovi siti subirebbero delle penalità volte a penalizzarne il posizionamento.
L'effetto tuttavia non è mai stato confermato da Google ed alcuni autori affermano di aver osservato l'effetto contrario.

## Descrizione del fenomeno
Nonostante il fenomeno non sia mai stato confermato ufficialmente e quindi la sua esistenza non sia sicura esso è conosciuto sul web a causa delle numerose discussioni e dei tentativi di spiegazioni che ha provocato.
Le opinioni sulle cause di quest'effetto sono diverse: mentre i sostenitori sono convinti che esista una sorta di filtro responsabile dell'effetto e applicato da Google, altri pensano che sia semplicemente una conseguenza della complessità dell'algoritmo utilizzato per calcolare il page rank dei siti.
Secondo i sostenitori dell'"effetto sandbox", Google ridurrebbe il page rank dei nuovi domini, inserendoli in una lista definita "sandbox" (sabbionaia, in inglese) in modo da contrastare i metodi di search engine optimisation e i tentativi di spamdexing. che tentano di manipolare il page rank di Google creando numerosi collegamenti ipertestuali entranti (nel nuovo sito) a partire da altri siti internet (accessibili al webmaster). Secondo alcuni questo effetto si applicherebbe solo alle parole chiave altamente competitive o generiche e potrebbe essere limitato o controbilanciato utilizzando parole chiave più specifiche o le cosiddette long-tail phrases.
Secondo i sostenitori dell'"effetto sandbox inverso" (o reverse sandbox effect in inglese) le nuove pagine con buon contenuto, ma povere di link entranti sarebbero temporaneamente favorite nel page rank di Google per incoraggiare una crescita organica del World Wide Web. Per fare un'analogia, il meccanismo sarebbe simile a quello utilizzato nelle librerie per cui le "nuove uscite" sono posizionate in punti più esposti per favorirne la vendita.
In un'intervista al sito internet "Search Engine Roundtable" si riporta che Matt Cutts, Senior Google Engineer, ha affermato che possono esserci alcuni comportamenti dell'algoritmo utilizzato da Google che potrebbero essere percepiti come "effetto sandbox", ma che non sono applicati a tutti i siti. Jaimie Sirovich e Cristian Darie sostengono che pur non esistendo una reale sandbox di Google, l'effetto, comunque prodotto, è reale.
Generalmente la percezione dell'effetto sandbox di Google è più elevata in presenza di siti che hanno come nome del dominio, al loro interno, chiavi di ricerca molto competitive e popolari nelle ricerche organiche. In realtà tale fattore confermerebbe anche il contrario, in quanto è proprio la competitività di tali chiavi a creare l'effetto, essendo i siti concorrenti da più tempo presenti nelle ricerche organiche.

## Contromisure all'effetto sandbox
Dato che l'effetto non è riconosciuto da tutti e alcuni lo descrivono in modo opposto, le supposte contromisure all'effetto sandbox sono abbastanza divergenti, in ogni caso alcuni consigli sono frequenti:
- essere pazienti, ovvero attendere che il sito non sia più considerato "nuovo"[13];
- non trascurare gli altri motori di ricerca come Yahoo! Search, Ask.com, Live Search, etc.;
- investire sulle parole chiave di interesse attraverso il servizio AdWords[7];
- promuovere il contenuto in questione attraverso siti già stabiliti[7] ;
- aggiungere del contenuto al proprio sito per ottenere dei link entranti da siti di qualità.